# Герб Котласского района
Герб Котласского района — официальный символ административно-территориальной единицы (района) и муниципального образования (муниципального района) Котласский район в составе Архангельской области Российской Федерации.. Герб утверждён Решением Собрания депутатов МО "Котласский муниципальный район" № 170 от 28 декабря 2009 года, внесён в Государственный геральдический регистр Российской Федерации под регистрационным номером 5966.

## Описание
Официально описание герба гласит:
«В пересечённом червленью и зеленью поле серебряный пояс, вверху волнистый, а внизу елеобразный; вверху золотой церковный купол на серебряном барабане со сквозными окнами, по сторонам сопровождаемый серебряными ступками соли; внизу — золотой обернувшийся динозавр с четырьмя гребнями и обращённым хвостом, образующим три выщерблено-чешуйчатые волны»

## Обоснование символики

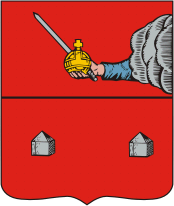
Герб Сольвычегодска. Утверждён 2 октября 1780 года

Котласский район образован из двух уездов: Сольвычегодского и Великоустюгского. В гербе это отражено червленью и зеленью. Изображение звонницы церкви символизирует наличие знаменитых и древних православных храмов Котласского района. Наиболее древним и крупным населенным пунктом в районе является город Сольвычегодск, в историческом гербе которого «две ступки соли, в красном поле». Ступки соли на гербе Котласского района символизирует древний промысел соли, благодаря которому территория развивалась. Серебряный пояс своей формой символизирует природные богатства района, большую часть которого занимают леса и реки. Зелёное поле олицетворяет богатые лесные массивы района с преобладанием хвойных пород и развитую лесную промышленность — основу экономики района. На территории района был найден динозавр. Изображение его на гербе говорит о том, сколько ещё тайн хранит древняя Котласская земля.
Червлень (красный) цвет – символ  мужества, красоты, радости и праздника.
Золото - символ величия, богатства и силы.
Серебро - символ совершенства, благородства, чистоты, веры, мира.
Зелёный цвет - символ жизни, возрождения, лесных богатств.
Авторы: Чирков Ю.А.(Котлас), Брюханов А.П.(Савватия), Милусь О.А.(Москва).

## История
Работы по разработке герба начались в начале 2009 года. Администрация района обратилась в «Союз геральдистов России» с предложением оказать помощь в составлении герба района. Разработанные московскими геральдистами первые варианты герба были отклонены районной комиссией, так как в них недостаточно полно была отражена история района. В октябре 2009 года Союз геральдистов представил новые варианты герба — с динозавром. Динозавр символизирует тайны и загадки Котласской земли — в конце XIX века геолог и палеонтолог Владимир Амалицкий вёл раскопки в окрестностях деревни Новинки и нашёл в костеносных линзах песков «Соколки» кладбище ящеров пермского периода (северодвинская фауна), но не динозавров. Открытые им новые виды амфибий он назвал котлассией (Kotlassia prima) и двинозавром (Dvinosaurus primus), а собакозубого цинодонта — двинией (Dvinia prima).
При обсуждении новых вариантов было принято решение — объединить замысел местных художников Александра Брюханова и Юрия Чиркова (звонница и ступки соли) с предложением Союза геральдистов (динозавр).
В декабре 2009 года герб был утверждён решением Совета депутатов Муниципального образования «Котласский район».